# Yrjö Väisälä
Yrjö Väisälä, före 1906 Veisell, född 6 september 1891 i Kontiolax, död 21 juli 1971 i Rimito, var en finländsk astronom och fysiker.

## Biografi

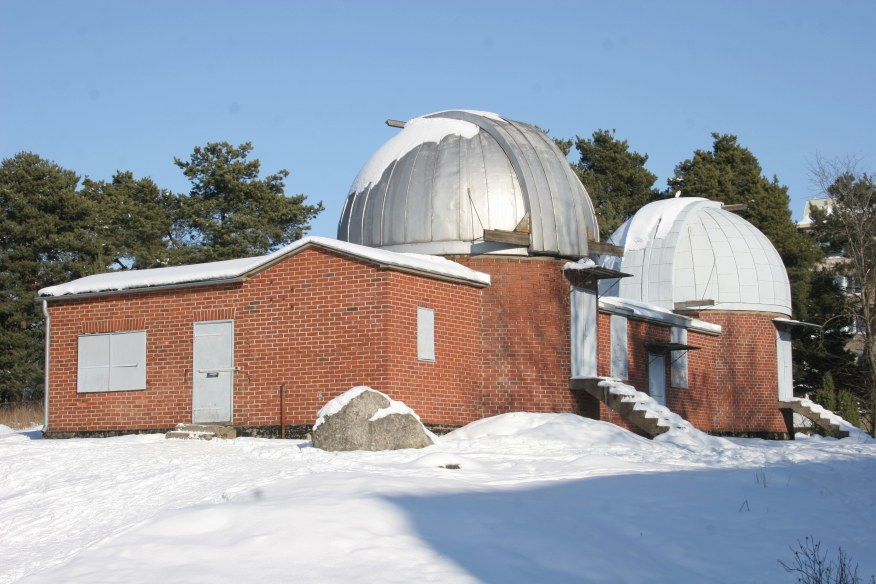
Observatoriet i Storheikkilä.

Väisälä studerade astronomi vid Helsingfors universitet och var där med om att 1921 grunda astronomiföreningen Ursa, en förening för astronomiintresserade, både professionella och amatörer, som är verksam ännu idag. 1923 anställdes han som fysiklärare vid det nygrundade Åbo universitet, och utnämndes till professor i fysik då professuren inrättades 1924. Vid sidan av sin ordinarie tjänst undervisade han också i astronomi och utnämndes till professor i ämnet 1927. Officiell professur blev  tjänsten dock först 1951. Universitetets observatorium i Storheikkilä, som byggdes 1935–1936 och planerades av Väisälä, började lida svårt av ljusförorening, och till stor del genom Väisäläs försorg grundades ett nytt observatorium 1952 i Tuorla i Pikis utanför staden.
Yrjö Väisälä är främst känd för sina astronomiska observationer; han upptäckte bland annat 128 asteroider och flera kometer. Han utvecklade ett flertal metoder för framställande av precisionsoptik, och anses vara den som utarbetade teorin för det som blev känt som Schmidtteleskopet. Han utvecklade också metoder för att upptäcka asteroider, och en beräkningsmall som relativt snabbt och enkelt gav asteroidens bana.
Även inom geodesin har Väisälä bidragit med metoder. Han utvecklade en längdmätningsmetod baserad på interferens i vitt ljus och ett instrument som kallas zenit-teleskop.
Privat var han en förkämpe för språket esperanto och en ivrig seglare.
Yrjö Väisälä var bror till geofysikern Vilho Väisälä och matematikern Kalle Väisälä samt far till astronomen Marja Väisälä.

## Utmärkelser
- Väisälä utnämndes till ledamot av Finlands akademi 1951.
- Två kometer har fått sina namn efter honom.
- Asteroiderna 1573 Väisälä och 2804 Yrjö är uppkallade efter honom.[2][3]
- Nedslagskratern Väisälä på månen.

## Lista över upptäckta mindre planeter och asteroider
| 1391 Carelia      | 16 februari 1936  |
| 1398 Donnera      | 26 augusti 1936   |
| 1405 Sibelius     | 12 september 1936 |
| 1406 Komppa       | 13 september 1936 |
| 1407 Lindelöf     | 21 december 1936  |
| 1421 Esperanto    | 18 mars 1936      |
| 1424 Sundmania    | 9 januari 1937    |
| 1446 Sillanpää    | 26 januari 1938   |
| 1447 Utra         | 26 januari 1938   |
| 1448 Lindbladia   | 16 februari 1938  |
| 1449 Virtanen     | 20 februari 1938  |
| 1450 Raimonda     | 20 februari 1938  |
| 1451 Granö        | 22 februari 1938  |
| 1453 Fennia       | 8 mars 1938       |
| 1454 Kalevala     | 16 februari 1936  |
| 1460 Haltia       | 24 december 1937  |
| 1462 Zamenhof     | 6 februari 1938   |
| 1463 Nordenmarkia | 6 februari 1938   |
| 1471 Tornio       | 16 september 1938 |
| 1472 Muonio       | 18 oktober 1938   |

| 1473 Ounas       | 22 oktober 1938   |
| 1477 Bonsdorffia | 6 februari 1938   |
| 1478 Vihuri      | 6 februari 1938   |
| 1479 Inkeri      | 16 februari 1938  |
| 1480 Aunus       | 18 februari 1938  |
| 1483 Hakoila     | 24 februari 1938  |
| 1488 Aura        | 15 december 1938  |
| 1492 Oppolzer    | 23 mars 1938      |
| 1494 Savo        | 16 september 1938 |
| 1495 Helsinki    | 21 september 1938 |
| 1496 Turku       | 22 september 1938 |
| 1497 Tampere     | 22 september 1938 |
| 1498 Lahti       | 16 september 1938 |
| 1499 Pori        | 16 oktober 1938   |
| 1500 Jyväskylä   | 16 oktober 1938   |
| 1503 Kuopio      | 15 december 1938  |
| 1518 Rovaniemi   | 15 oktober 1938   |
| 1519 Kajaani     | 15 oktober 1938   |
| 1520 Imatra      | 22 oktober 1938   |
| 1521 Seinäjoki   | 22 oktober 1938   |

| 1523 Pieksämäki | 18 januari 1939   |
| 1524 Joensuu    | 18 september 1939 |
| 1525 Savonlinna | 18 september 1939 |
| 1526 Mikkeli    | 7 oktober 1939    |
| 1527 Malmquista | 18 oktober 1939   |
| 1529 Oterma     | 26 januari 1938   |
| 1530 Rantaseppä | 16 september 1938 |
| 1532 Inari      | 16 september 1938 |
| 1533 Saimaa     | 19 januari 1939   |
| 1534 Näsi       | 20 januari 1939   |
| 1535 Päijänne   | 9 september 1939  |
| 1536 Pielinen   | 18 september 1939 |
| 1541 Estonia    | 12 februari 1939  |
| 1542 Schalén    | 26 juli 1941      |
| 1548 Palomaa    | 26 mars 1935      |
| 1549 Mikko      | 2 maj 1937        |
| 1551 Argelander | 24 februari 1938  |
| 1552 Bessel     | 24 februari 1938  |
| 1567 Alikoski   | 22 maj 1941       |
| 1631 Kopff      | 11 oktober 1936   |

| 1646 Rosseland    | 19 januari 1939   |
| 1656 Suomi        | 11 mars 1942      |
| 1659 Punkaharju   | 28 december 1940  |
| 1677 Tycho Brahe  | 6 september 1940  |
| 1678 Hveen        | 28 december 1940  |
| 1696 Nurmela      | 18 mars 1939      |
| 1699 Honkasalo    | 26 augusti 1941   |
| 1723 Klemola      | 18 mars 1936      |
| 1740 Paavo Nurmi  | 18 oktober 1939   |
| 1757 Porvoo       | 17 mars 1939      |
| 1883 Rimito       | 4 december 1942   |
| 1928 Summa        | 21 september 1938 |
| 1929 Kollaa       | 20 januari 1939   |
| 1947 Iso-Heikkilä | 4 mars 1935       |
| 2020 Ukko         | 18 mars 1936      |
| 2067 Aksnes       | 23 februari 1936  |
| 2091 Sampo        | 26 april 1941     |
| 2096 Väinö        | 18 oktober 1939   |
| 2194 Arpola       | 3 april 1940      |
| 2204 Lyyli        | 3 mars 1943       |

| 2243 Lönnrot      | 25 september 1941 |
| 2258 Viipuri      | 7 oktober 1939    |
| 2292 Seili        | 7 september 1942  |
| 2299 Hanko        | 25 september 1941 |
| 2333 Porthan      | 3 mars 1943       |
| 2379 Heiskanen    | 21 september 1941 |
| 2397 Lappajärvi   | 22 februari 1938  |
| 2454 Olaus Magnus | 21 september 1941 |
| 2464 Nordenskiöld | 19 januari 1939   |
| 2479 Sodankylä    | 6 februari 1942   |
| 2486 Metsähovi    | 22 mars 1939      |
| 2502 Nummela      | 3 mars 1943       |
| 2512 Tavastia     | 3 april 1940      |
| 2535 Hämeenlinna  | 17 februari 1939  |
| 2638 Gadolin      | 19 september 1939 |
| 2639 Planman      | 9 april 1940      |
| 2678 Aavasaksa    | 24 februari 1938  |
| 2679 Kittisvaara  | 7 oktober 1939    |
| 2690 Ristiina     | 24 februari 1938  |
| 2715 Mielikki     | 22 oktober 1938   |

| 2716 Tuulikki     | 7 oktober 1939    |
| 2733 Hamina       | 22 februari 1938  |
| 2737 Kotka        | 22 februari 1938  |
| 2750 Loviisa      | 30 december 1940  |
| 2802 Weisell      | 19 januari 1939   |
| 2820 Iisalmi      | 8 september 1942  |
| 2826 Ahti         | 18 oktober 1939   |
| 2885 Palva        | 7 oktober 1939    |
| 2898 Neuvo        | 20 februari 1938  |
| 2962 Otto         | 28 december 1940  |
| 2972 Niilo        | 7 oktober 1939    |
| 3037 Alku         | 17 januari 1944   |
| 3099 Hergenrother | 3 april 1940      |
| 3166 Klondike     | 30 mars 1940      |
| 3212 Agricola     | 19 februari 1938  |
| 3223 Forsius      | 7 september 1942  |
| 3272 Tillandz     | 24 februari 1938  |
| 3281 Maupertuis   | 24 februari 1938  |
| 3522 Becker       | 21 september 1941 |
| 3606 Pohjola      | 19 september 1939 |

| 3897 Louhi          | 8 september 1942  |
| 4181 Kivi           | 24 februari 1938  |
| 4266 Waltari        | 28 december 1940  |
| 4512 Sinuhe         | 20 januari 1939   |
| 5073 Junttura       | 3 mars 1943       |
| 5153 Gierasch       | 9 april 1940      |
| 6073 Tähtiseuraursa | 18 oktober 1939   |
| 6572 Carson         | 22 september 1938 |